# Thomas Muirhead
Thomas Brandon Muirhead (Perth, 11 de abril de 1995) es un deportista británico que compite por Escocia en curling. Es hijo del jugador de curling Gordon Muirhead, y sus hermanos Eve y Glen compiten en el mismo deporte.
Ganó una medalla de plata en el Campeonato Europeo de Curling Masculino de 2017. Participó en los Juegos Olímpicos de Pyeongchang 2018, ocupando el quinto lugar en la prueba masculina.

## Palmarés internacional
| Representando a Escocia |                  |                  |        |
| Campeonato Europeo      |                  |                  |        |
| Año                     | Lugar            | Medalla          | Prueba |
| 2017                    | San Galo (Suiza) | Medalla de plata | Equipo |